# Henri Tisot
Henri Tisot (nascido Henri Augustin Louis Laurent Jean Tisot) (La Seyne-sur-Mer, 1º de junho de 1937 - Sanary-sur-Mer, 6 de agosto de 2011) foi um ator, humorista e escritor francês.